# Talis chamylella
Talis chamylella là một loài bướm đêm trong họ Crambidae.